# Душан Вуковић
Душан Вуковић Зећо (Голубовци, Подгорица, 19. април 1910 – Подгорица, 15. септембар 1993) био је учесник Народноослободилачке борбе и народни херој Југославије.

## Биографија
Родио се у Голубовцима 19. априла 1910. године где је завршио и основну школу. Бавио се земљорадњом. Члан КПЈ постао је 1935. године и истакао се као добар организатор. Власти су га интернирале у Смедеревску Паланку у децембру 1940. године где је остао све до мартовског пуча када је пуштен.  За време Тринаестојулског устанка био је комесар чете у Зетском партизанском одреду. Када су се партизанске снаге повукле из Црне Горе вратио се у Подгорицу на илегални рад. Када рад у илегали није више био могућ пробио се до Пете пролетерске црногорске пролетерске бригаде и у пролеће 1943. године постао политички комесар 4. батаљона. Након разбијања бригаде у Бици на Сутјесци са делом батаљона повукао се у јужну Херцеговину.
По одлуци постао је члан Среског комитета КПЈ за Подгорицу, а потом и организациони секретар ОК КПЈ за подгорицу. Упућен је у децембру 1944. године на Косово и Метохију где је постао помоћник политичког комесара, партијског руководиоца Групе бригада. У августу 1945. је враћен у Црну Гору и изабран је за секретара  Среског Комитета та Подгорицу.
Након рата обављао је низ одговорних функција. Између осталих био је од 1948. године секретар Секретаријата за персоналну службу Председништва Владе НР Црне Горе, од 1957. године директор Дирекције за исушење Скадарског језера, годину дана касније председник Среског НО Подгорице. Пет година касније постао је члан Извршног већа Народне скупштине Црне Горе. У периоду од 1946. до 1963. године био је посланик Народне скупштине Црне Горе и члан ЦК КП Црне Горе. Имао је чин резервног потпуковника ЈНА.
Указом председника ФНР Југославије Јосипа Броза Тита, 27. новембра 1953. године, проглашен је за народног хероја.